# Saison 2006-2007 du Paris Saint-Germain
Maillots
Chronologie
Saison précédente Saison suivante
La saison 2006-2007 du Paris Saint-Germain voit le club disputer la Ligue 1, la Coupe de France et la Coupe de la Ligue. Le club dispute également le Trophée des champions et la Coupe UEFA à la suite de son succès en Coupe de France le 29 avril 2006.
En juin 2006, Canal+ revend le club à des fonds d'investissement américain (Colony Capital), français (Butler Capital Partners) et à une banque américaine (Morgan Stanley). Alain Cayzac est nommé président du club le 20 juin 2006.
Privé de ses mondialistes (Dhorasoo, Kalou, Landreau, Pauleta et Rozehnal) lors de ses matches amicaux de préparation, le Paris Saint-Germain connaît l'une des saisons les plus difficiles de son histoire : après avoir connu les places de relégable en mars, le Paris SG termine à la 15e place du championnat de Ligue 1.

## Avant-saison

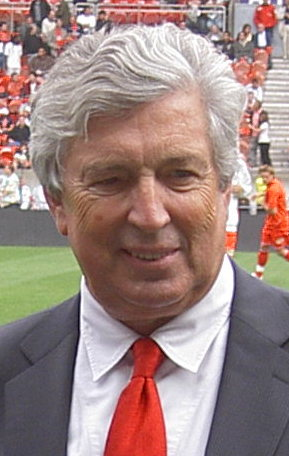
Alain Cayzac devient le onzième président du PSG.

Canal+, actionnaire majoritaire du Paris Saint-Germain depuis la saison 1991-1992, cumule sur huit ans 238 millions d'euros de pertes cumulées. La chaîne cryptée cherche un projet de reprise pour le club depuis 2002. Sollicité par les hommes d'affaires Alexandre Bompard, directeur des sports de Canal+, et Matthieu Pigasse, Luc Dayan monte un plan de reprise depuis le début de l'année 2006, le GPS (Grand Paris Sportif), incluant un membre de la famille royale du Qatar à 40 %, le groupe américain Morgan Stanley et d'autres investisseurs français. Alors que le dossier est presque bouclé, un article du Parisien fait fuiter le projet de reprise avant son officialisation. Pascal Cherki, alors adjoint au sport à la mairie de Paris, exprime une réticence à l'arrivée d'un investisseur « étranger et exotique ». La société d'investissement qatari se rétracte.
Le 11 avril 2006, Canal Plus décide de céder le Paris Saint-Germain à Colony Capital (20 % des parts), associé au fonds d'investissement Butler Capital Partners (20 %) et au groupe de services financiers Morgan Stanley (20 %) pour une transaction de 41 millions d'euros,. Le publicitaire Alain Cayzac, membre du comité directeur du Paris Saint-Germain depuis 1986, est choisi comme président du PSG, une prise de fonction effective le 30 juin,. Guy Lacombe est maintenu à son poste d'entraîneur

### Coupe du monde en Allemagne
La saison 2006-2007 débute après la Coupe du monde de football de 2006, qui a lieu en Allemagne du 9 juin au 9 juillet 2006. L'équipe de France de football, emmenée par le sélectionneur Raymond Domenech, y participe pour la troisième fois d'affilée depuis l'édition 1998 que les Bleus ont remporté.
Un Parisien figure dans la liste des 23 joueurs sélectionnés en équipe de France, le milieu de terrain Vikash Dhorasoo. Substitute, un film documentaire réalisé par Fred Poulet retrace le quotidien de remplaçant de Dhorasoo, se filmant avec une caméra Super 8 durant le parcours des Bleus. D'autres joueurs internationaux du PSG ont l'occasion de participer à cette compétition, parmi lesquels figure le capitaine du PSG Pauleta qui atteint la demi-finale avec le Portugal. L'attaquant ivoirien Bonaventure Kalou et le défenseur tchèque David Rozehnal ne parviendront pas à passer les phases de groupes avec leur sélection.
La compétition est remportée par l'Italie, qui bat en finale la France aux tirs au but.

### Transferts
Le 15 mai, le gardien de but international français Mickaël Landreau signe un contrat de quatre ans. L'attaquant ivoirien Amara Diané est recruté pour 3,5 millions d'euros en provenance du RC Strasbourg, relégué la saison passée. Le défenseur central Sammy Traoré, international malien issu de Créteil en région parisienne, est recruté à l'OGC Nice pour un contrat de trois ans. Un échange entre avec l'AS Saint-Étienne entre les milieux de terrains Christophe Landrin, au PSG depuis une saison, et David Hellebuyck, à l'ASSE depuis 2001, et réalisé. Une des priorités de Guy Lacombe, l'attaquant de l'Olympique lyonnais Pierre-Alain Frau, rejoint Paris pour quatre saisons. Âgé de 21 ans, le milieu défensif camerounais du FC Aarau Albert Baning devient la sixième et dernière recrue du Paris Saint-Germain.
En fin de contrat, le gardien de but Lionel Letizi quitte le PSG pour rejoindre le club écossais des Glasgow Rangers, entraîné par Paul Le Guen.
Formé au club, Rudy Haddad est prêté un an au Valenciennes FC, entraîné par Antoine Kombouaré.
| Nom                | Nationalité | Transfert | Provenance/Destination | Division |
| ------------------ | ----------- | --------- | ---------------------- | -------- |
| Sammy Traoré       | Mali        | ?         | OGC Nice               | Ligue 1  |
| Christophe Landrin | France      | Échange   | AS Saint-Étienne       | Ligue 1  |

| Nom | Nationalité | Transfert | Provenance/Destination | Division |
| --- | ----------- | --------- | ---------------------- | -------- |

## Faits marquants de la saison

### Du début de saison à la trêve hivernale
- Le 30 juillet 2006, lors du Trophée des Champions, en ouverture de la saison officielle, le PSG s’incline aux tirs au but (5-4) au Stade de Gerland face à l’Olympique lyonnais après un match solide se soldant par un résultat nul 1-1.
- Le début de la saison est marqué par une polémique concernant Vikash Dhorasoo, à laquelle met un terme le licenciement du joueur le 11 octobre par son président — un fait unique dans l'histoire du championnat de France.
- Le 14 octobre, lors du match PSG-Sedan (4-2), Pierre-Alain Frau est l'auteur d'un tacle appuyé sur Stéphane Noro, le blessant gravement à la cuisse et entraînant une indisponibilité de six mois. Le 26 octobre, la commission de discipline de la Ligue sanctionne Frau de deux mois de suspension.
- Le 25 octobre, le PSG est battu en huitième de finale de la Coupe de la Ligue par l'Olympique lyonnais sur le score de deux buts à un, et est donc éliminé de la compétition.

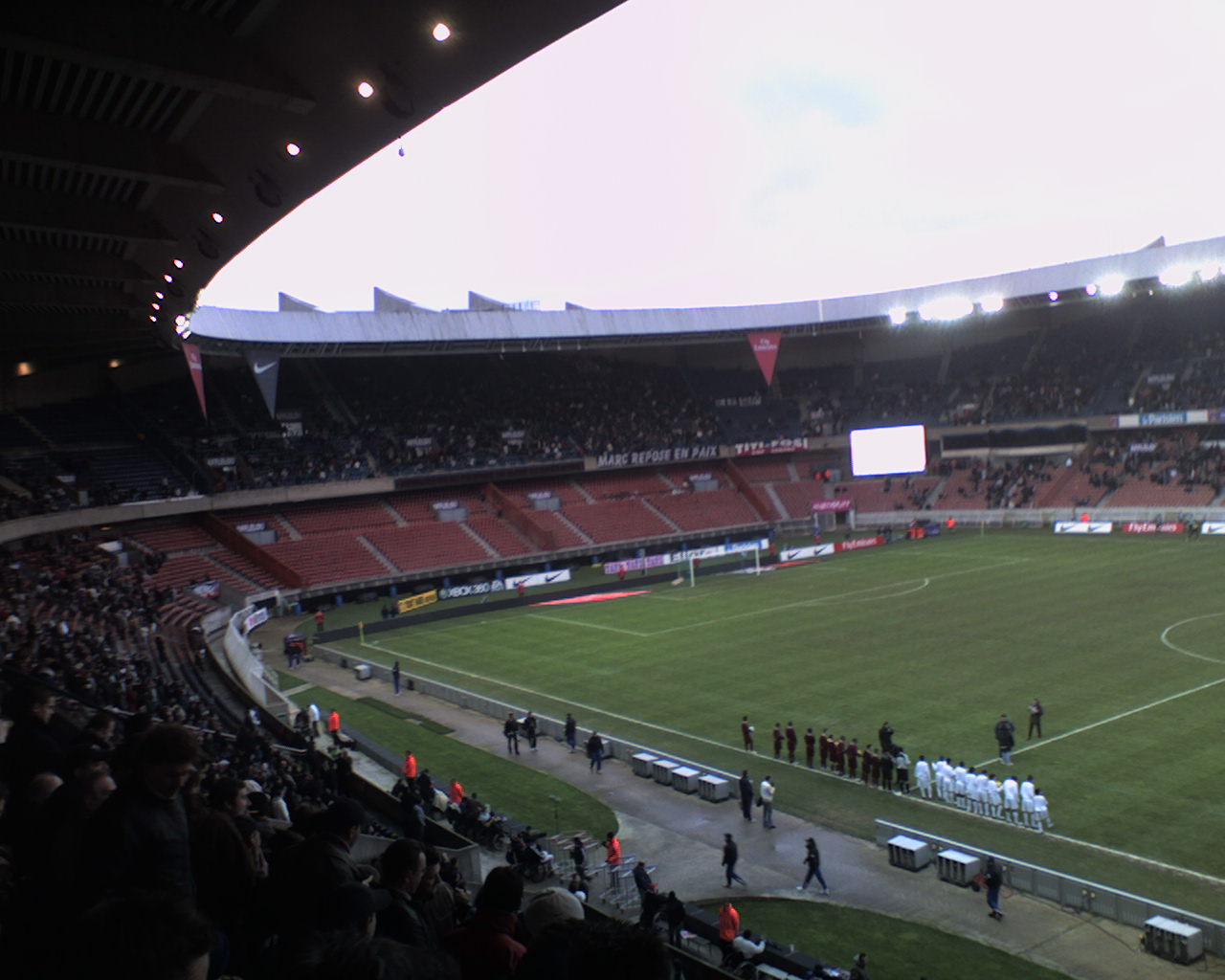
Les tribunes R1 et R2 entièrement fermées au public lors de PSG-Nice.

- La suite de la saison est endeuillée par la mort d'un jeune supporter parisien après la défaite contre Hapoël Tel-Aviv le 23 novembre 2006. En effet, un policier en civil, voulant protéger un supporter israélien qui était pris pour cible par des supporters, a utilisé son arme et ainsi tué d'une balle Julien Quemener, un jeune supporter des Boulogne Boys, tout en blessant gravement Mounir Bouchaer, un autre supporter du Kop de Boulogne, avec la même balle. Ces événements sont à l'origine de mesures de sécurité exceptionnelles, notamment la fermeture complète de la tribune basse de Boulogne.

### Mercato d'hiver
- Le 1er janvier 2007, l'argentin Marcelo Gallardo signe un contrat avec le PSG et devient le premier transfert du mercato d'hiver.
- Après la défaite du Paris Saint-Germain contre Valenciennes, Guy Lacombe, peu apprécié par les supporters depuis son arrivée au club, est démis de ses fonctions le 15 janvier et remplacé par Paul Le Guen, ancien joueur du PSG, qui avait démissionné quelques jours auparavant de son poste d'entraîneur des Glasgow Rangers.
- Le 22 janvier, Paulo César, dont le contrat s'achève à la fin de la saison, quitte le PSG et rejoint le TFC.
- Le 25 janvier, Jérémy Clément signe avec le PSG pour quatre saisons, malgré une surenchère de l'Olympique lyonnais, son club formateur[18].
- Le 27 janvier, les tribunes basses de Boulogne, fermées depuis les incidents du 23 novembre, sont rouvertes à l'occasion du match PSG-Sochaux (0-0). La vente de places reste interdite dans les deux virages du Parc des Princes jusqu'à la fin de la saison.
- Le 31 janvier, quelques heures avant la fin du mercato, Peguy Luyindula signe avec le PSG pour trois ans et demi, tandis que Fabrice Pancrate est prêté (un an avec option d'achat) au Betis Séville entraîné par Luis Fernandez.

### Suite et fin de la saison
- Le 4 février, lors du match OM-PSG, Mario Yepes est victime d'un tacle de Djibril Cissé sur la cheville. Blessé pour au moins trois mois, sa saison est terminée. Tout en acceptant la décision de ne pas sanctionner Cissé pour son geste, le PSG dénonce l'absence d'équité de la commission compte tenu du précédent cas Frau-Noro[19].
- Le 28 février, en quart de finale de la Coupe de France, le PSG est battu à Sochaux sur le score de deux buts à un, et est éliminé de la compétition.
- Le 3 mars, à la suite de la défaite 2 à 0 à Sedan en championnat, le PSG devient relégable. C'est la première fois depuis la saison 1987-1988 que le club occupe une place de relégable au cours de la deuxième moitié du championnat.
- Le 15 mars, le PSG est éliminé de la Coupe UEFA à la suite de sa défaite 3 à 1 au match retour en huitième de finale contre Benfica Lisbonne (score cumulé : 4-3 pour Benfica).
- Le 5 mai, quelques minutes avant le coup d'envoi du match PSG-Lyon, Peguy Luyindula est récompensé pour son titre de meilleur buteur de Ligue 1 du mois d'avril avec trois réalisations.
- Quelques jours plus tard, le 14 mai, il est élu joueur du mois UNFP du mois d'avril avec 36 % des suffrages[20].
- Le 19 mai, lors de la 37e et avant-dernière journée de Ligue 1, le PSG assure définitivement son maintien en première division en battant Troyes sur le score de 2-1.
- Le 25 mai, le jeune Granddi N'Goyi signe un contrat professionnel d'une durée de quatre ans avec le PSG[21].
- Le 26 mai, à l'issue de la dernière journée de Ligue 1, Pauleta est sacré meilleur buteur de la saison avec quinze buts en championnat. C'est la troisième fois que le joueur portugais remporte le titre de meilleur buteur du championnat de France, et la deuxième fois consécutive avec le Paris Saint-Germain.
- Le PSG termine la saison à la 15e place, avec 48 points, 42 buts inscrits et encaissés, et donc une différence de buts nulle.

## Joueurs et encadrement technique

### Statistiques collectives
| Compétition           | Débute au tour | Termine       | Matches joués | Gagnés | Nuls | Perdus | Buts pour | Buts contre | Différence |
| --------------------- | -------------- | ------------- | ------------- | ------ | ---- | ------ | --------- | ----------- | ---------- |
| Trophée des champions | -              | Finaliste     | 1             | 1      | 0    | 0      | 2         | 1           | +1         |
| Ligue 1               | -              | 15e           | 38            | 12     | 12   | 14     | 42        | 42          | +0         |
| Coupe de France       | 1/32 de finale | 1/4 de finale | 4             | 3      | 0    | 1      | 6         | 2           | +4         |
| Coupe de la Ligue     | 1/16 de finale | 1/8 de finale | 2             | 1      | 0    | 1      | 4         | 3           | +1         |
| Coupe UEFA            | Premier tour   | 1/8 de finale | 10            | 5      | 3    | 2      | 15        | 8           | +7         |
| Total                 | -              | -             | 53            | 22     | 15   | 18     | 69        | 56          | +13        |